# Imma cincta
Imma cincta är en fjärilsart som beskrevs av Druce 1898. Imma cincta ingår i släktet Imma och familjen Immidae. Inga underarter finns listade i Catalogue of Life.